# This American Life
This American Life (TAL) es un programa de radio semanal estadounidense de una hora de duración producido en colaboración con Chicago Public Media y presentado por Ira Glass. Se emite en numerosas emisoras de radio públicas de Estados Unidos y a nivel internacional, y también está disponible como podcast semanal gratuito. Es un programa principalmente periodístico de no ficción, pero también incluye ensayos, memorias, grabaciones de campo, ficción corta y material de archivo. El primer episodio se emitió el 17 de noviembre de 1995, con el título original de Your Radio Playhouse. La serie fue distribuida por Public Radio International hasta junio de 2014, cuando el programa pasó a ser autodistribuido con Public Radio Exchange que entregaba nuevos episodios a las emisoras de radio públicas.
Una adaptación televisiva del programa se emitió durante dos temporadas en la cadena de cable Showtime.

## Formato
El programa de cada semana tiene un tema, abordado en varios "actos". En ocasiones, un programa completo se compone de un solo acto. Cada acto es producido por una combinación de personal y colaboradores independientes. Los programas suelen comenzar con una breve introducción a cargo del presentador, Ira Glass, que presenta un prólogo relacionado con el tema que precede al primer acto. Este prólogo da paso a la presentación del tema del programa de esa semana. Tras la introducción del tema, Glass presenta el primer acto del programa.
El contenido varía mucho según el episodio. Las historias se cuentan a menudo en primera persona. El humor del programa va de lo oscuro a lo irónico, pasando por la reflexión al humor. A menudo, el programa aborda acontecimientos actuales, como el huracán Katrina en "After the Flood"  Con frecuencia This American Life presenta historias que exploran aspectos de la naturaleza humana, como "Kid Logic", que presenta fragmentos sobre el razonamiento de los niños La mayoría de las entrevistas con personas nunca llegan a emitirse, hasta un 80 por ciento, porque el equipo busca entrevistados que cuenten historias de una "manera particular".
Los créditos finales de cada programa son leídos por Glass, e incluyen un clip de sonido extraído fuera de contexto de alguna parte de ese programa, que Glass atribuye con humor al anterior director general de WBEZ, Torey Malatia, que cofundó el programa con Glass en 1995.
Glass ha declarado que está obligado por contrato a mencionar la emisora WBEZ (y anteriormente, también la antigua productora PRI) tres veces en el transcurso del programa.

## Historia
A principios de la década de 1990, Glass copresentaba, junto con Gary Covino, un programa de los viernes por la noche en Chicago llamado The Wild Room. Sin embargo, buscaba nuevas oportunidades en la radio. y llevaba dos años enviando propuestas de financiación a Corporation for Public Broadcasting cuando, en 1995, la Fundación MacArthur se dirigió a Torey Malatia, director general de la Chicago Public Radio. Le ofrecieron 150.000 dólares para hacer un programa con escritores y artistas locales de Chicago. Malatia se dirigió a Glass con la idea, quien respondió que quería hacer un programa semanal, pero con una premisa diferente, un presupuesto de 300.000 dólares y la intención de llevarlo a nivel nacional. En un artículo publicado en 1998 en el Chicago Reader, Michael Miner citó a Covino diciendo: «El programa que propuso [Glass] era The Wild Room, sólo que no lo llamó The Wild Room» Pero Glass no incluyó a su copresentador en sus planes y le aseguró que era poco probable que el acuerdo se llevara a cabo. Cuando el programa continuó sin él, Covino dice que se sintió "traicionado". Aunque Glass admite que no fue honesto con sus planes, en ese mismo artículo explicó: «Cada semana en The Wild Room llegamos al programa con dos percepciones diferentes. Yo quiero a Gary. Yo amaba a Gary. Pero no quería seguir haciendo ese programa... y la idea de que todo lo que aporté a The Wild Room lo obtuve de él me parece completamente indignante... No quería seguir haciendo radio de forma libre. No me interesa la improvisación. Podría haber sido posible diseñar un programa con él en el que él se hubiera sentido cómodo y yo también. Pero en ese momento -tenía más de 30 años- sólo quería hacer lo que quería hacer»
El programa debutó en WBEZ de Chicago como Your Radio Playhouse el 17 de noviembre de 1995. Glass concibió un formato en el que cada segmento del programa sería un "acto" y, al principio de cada episodio, explicaría que el programa consistía en «documentales, monólogos, conversaciones desveladas, cintas encontradas, [y] cualquier cosa que se nos ocurra». Glass también ejerció de productor ejecutivo. El nombre del programa se cambió a partir del episodio del 21 de marzo de 1996 y fue difundido a nivel nacional por PRI en junio siguiente. Chicago Public Media (entonces llamada WBEZ Alliance) producen. El primer año del programa se produjo con un presupuesto ajustado incluso para los estándares de la radio pública estadounidense. Un presupuesto de 243.000 dólares cubría un estudio equipado, costos de marketing, tiempo de transmisión por satélite, cuatro empleados a tiempo completo y varios escritores y reporteros independientes. La estación estuvo situada en Chicago Navy Pier. Al principio, Glass encargó historias de artistas, escritores, gente del teatro y periodistas. La difusión nacional comenzó en junio de 1996, cuando Public Radio International se asoció con el programa para su distribución, y Corporation for Public Broadcasting concedió al programa una financiación de tres años por valor de 350.000 dólares, el doble de lo solicitado por Glass. Con el paso del tiempo, el personal se sintió más atraído por las historias periodísticas que tenían, como dice Glass, «un estilo en el que había personajes, escenas, trama y momentos divertidos» El programa también se emite en la radio por satélite Sirius XM a través del bloque de Public Radio International en el canal XM Public Radio. El programa siempre es el primer o segundo podcast más descargado en iTunes cada semana.
Las primeras reacciones al programa fueron muy positivas. En 1998, la revista Mother Jones lo calificó de «moderno, además de intensamente literario y sorprendentemente irreverente». Glass utilizó una estrategia única para promocionar el programa entre las emisoras, regalando anuncios de promoción que él mismo desarrolló. A finales de 1999, TAL se emitía en 325 emisoras de radio públicas, y, por aquel entonces, Rhino Records lanzó un CD de "grandes éxitos" de los episodios de TAL.
En enero de 2011, la serie fue escogida por CBC Radio One en Canadá. El programa se acorta ligeramente en la emisión canadiense para ofrecer un programa de noticias de cinco minutos al principio de la hora, aunque esto se compensa en parte con la eliminación de las pausas del programa, la mayoría de los créditos de producción (aparte del de Malatia) y los anuncios de suscripción (los servicios de radio de la CBC están totalmente libres de anuncios, excepto cuando se requiere por contrato o por ley).
En enero de 2012, This American Life presentó extractos del espectáculo teatral The Agony and the Ecstasy of Steve Jobs (La agonía y el éxtasis de Steve Jobs), de Mike Daisey, como una denuncia de las condiciones en una fábrica de Foxconn en China. El episodio se tituló "Mr. Daisey and the Apple Factory" y se convirtió en uno de los más populares del programa en ese momento, con 888.000 descargas y 206.000 transmisiones. WBEZ tenía previsto realizar una proyección en directo y una sesión de preguntas y respuestas de "The Agony and the Ecstasy of Steve Jobs" en Chicago el 7 de abril de 2012 El 16 de marzo de 2012, This American Life se retractó oficialmente del episodio tras conocer que varios de los hechos relatados tanto en el reportaje radiofónico como en el monólogo eran falsos WBEZ canceló la actuación en directo prevista y reembolsó todas las compras de entradas. Ese mismo día, This American Life dedicó el programa de la semana (titulado "Retraction") a detallar las incoherencias de "The Agony and Ecstasy of Steve Jobs". El programa incluye entrevistas entre Rob Schmitz, el reportero que descubrió las discrepancias, y la traductora de Daisey en China, Cathy Lee, así como una entrevista entre la presentadora Glass y Daisey. Daisey se disculpó por presentar su trabajo como periodismo, diciendo "No es periodismo. Es teatro", pero se negó a reconocer que había mentido, incluso ante las evidentes discrepancias El podcast de este episodio se convirtió en el más descargado hasta febrero de 2013 [cita requerida].
Dos semanas más tarde, el programa también reiteró que había eliminado previamente tres historias de Stephen Glass debido a su dudoso contenido, a saber, el episodio 57, "Delivery", el episodio 79, " Stuck in the Wrong Decade", y el episodio 86, "How to Take Money from Strangers". Los episodios que incluían los segmentos habían reaparecido inadvertidamente en los streamings de los episodios debido a un rediseño del sitio web [cita requerida] Aunque los segmentos fueron cortados de los streamings de los podcasts, la transcripción de los contenidos se ha mantenido accesible en el sitio web oficial del programa.
En 2015, el programa se retractó de una historia sobre encuestadores que intentaban cambiar las opiniones políticas de la gente. La historia se basaba en un artículo de Science que también se retractó.
En marzo de 2014, el programa anunció que PRI dejaría de distribuir el programa en julio, y ese mes de mayo, Glass anunció que el personal distribuiría el programa por sí mismo, con Public Radio Exchange haciendo el trabajo técnico para entregar el audio a las estaciones de radio.
El 1 de octubre de 2014, el programa produjo un spinoff, Serial, una exploración de una temporada entregada como una serie de podcast. En 2015, Glass se convirtió en el único propietario de This American Life; WBEZ continuó como socio de producción en el programa y en Serial con futuros programas que serán independientes. En 2017, This American Life lanzó el podcast S-Town a través de la empresa spinoff Serial Productions. Serial Productions fue comprada por The New York Times Company en 2020. The Times y Serial produjeron conjuntamente los podcasts Nice White Parents, presentado por Chana Joffe-Walt, que debutó en julio de 2020; y The Improvement Association, presentado por Zoe Chace, que debutó en abril de 2021.

## Producción
En una entrevista de 2014, Glass reveló el software y el equipo que se utiliza para hacer el programa. El equipo graba las entrevistas con grabadores digitales Marantz PMD661 y micrófonos de cañón marca Audio Technica AT835b. Después de cada sesión de grabación (ya sea una sola entrevista o un día de grabación) utiliza una técnica de estructuración de historias que aprendió del periodista de prensa Paul Tough. Anota o teclea todos los momentos más memorables de la cinta, luego hace transcribir la grabación y toma nota de las citas que puedan tener valor para el reportaje. A continuación, organiza esas citas en una narración estructurada.
Al editar cada historia, el reportero presenta el show a otros productores.
Entre los invitados al programa se encuentran Malcolm Gladwell y Michael Paterniti, que normalmente cobrarían decenas de miles de dólares por un artículo, pero que se han conformado con tan sólo 200 dólares al día para que se incluya un artículo en el programa El programa ayudó a lanzar las carreras literarias de muchos, como la editora colaboradora Sarah Vowell y los ensayistas David Rakoff y David Sedaris
Para los espectáculos en directo, que combinan elementos en vivo y pregrabados, Glass utilizaba antes una mesa de mezclas y reproductores de CD. Con el tiempo, pasó a utilizar un iPad Mini con el software TouchAble, que a su vez controla el software Ableton Live en su MacBook Air. Puede conectar el MacBook al sistema de sonido de la casa mediante la toma de auriculares del dispositivo.
El programa ofrece dos puestos de becario de seis meses al año para personas que hayan trabajado en el campo del periodismo, pero que quieran formarse en cómo contar historias al estilo de This American Life.

## Música
Los episodios de TAL van acompañados de música. Algunas canciones se utilizan entre los actos y están acreditadas en la guía de episodios del programa. Otras canciones se utilizan como música temática de fondo para las historias y no están acreditadas[cita requerida]. Jonathan Menjivar es productor y supervisor musical del programa.
«A lo largo de los años, hemos utilizado cientos de canciones en nuestras historias, y en algunas de ellas, utilizamos varias canciones diferentes en distintas secciones. Intentamos responder a estos correos electrónicos durante un tiempo [¿sic?], pero a veces resultaba imposible precisar de qué canción preguntaba la gente...».

## Acogida

### Por parte de la crítica
El programa recibió críticas positivas desde el principio. Marc Fisher, de American Journalism Review, destacó que el estilo de producción del programa provoca «una sensación de facilidad, informalidad y acceso directo y sin filtros», y que «el efecto es liberador». Tras comentar que la producción de tantas historias en cada episodio es «intensiva en mano de obra», David Stewart, de Current, dijo que «es notable que, aunque algunas historias fueron fatuas o trilladas, la mayoría fueron exitosas y algunas realmente memorables». Y añadió: «¿De quién es esta vida americana? Claramente la de Ira: es perversa, inteligente, a la vez falsa e inocente, fantasiosa, rara vez demasiado seria... Sobre todo, es convincente».
El programa también ha recibido críticas. En 2020, el autor Andrew J Bottomley escribió que el programa representa principalmente la perspectiva de su «audiencia predominantemente blanca, de clase media alta y educada». También dijo que el programa es «didáctico [...] extrayendo de las historias de otros una lección que luego se inculca a la audiencia».

### Por parte de la audiencia
En 1999, más de 800.000 personas escuchaban This American Life cada fin de semana en 332 emisoras de radio públicas. En 2019, el programa se emitía a 2,2 millones de oyentes cada semana, con una audiencia adicional de podcast de 3,6 millones.

### Premios
WBEZ-FM recibió un premio Peabody en 1996 y de nuevo en 2006 por TAL, por un programa que «capta la cultura contemporánea de formas frescas e inventivas que reflejan la diversidad y las excentricidades de sus temas» y «teje monólogos originales, minidramas, ficción original, documentales radiofónicos tradicionales y radiodramas originales en un tapiz instructivo y entretenido».
En 2020, This American Life se convirtió en el primer programa de noticias en ganar el Premio Pulitzer de Reportaje de Audio. La obra ganadora fue "The Out Crowd", el episodio 688 con un "periodismo revelador e íntimo que ilumina el impacto personal de la política de 'Permanecer en México' de la Administración Trump.

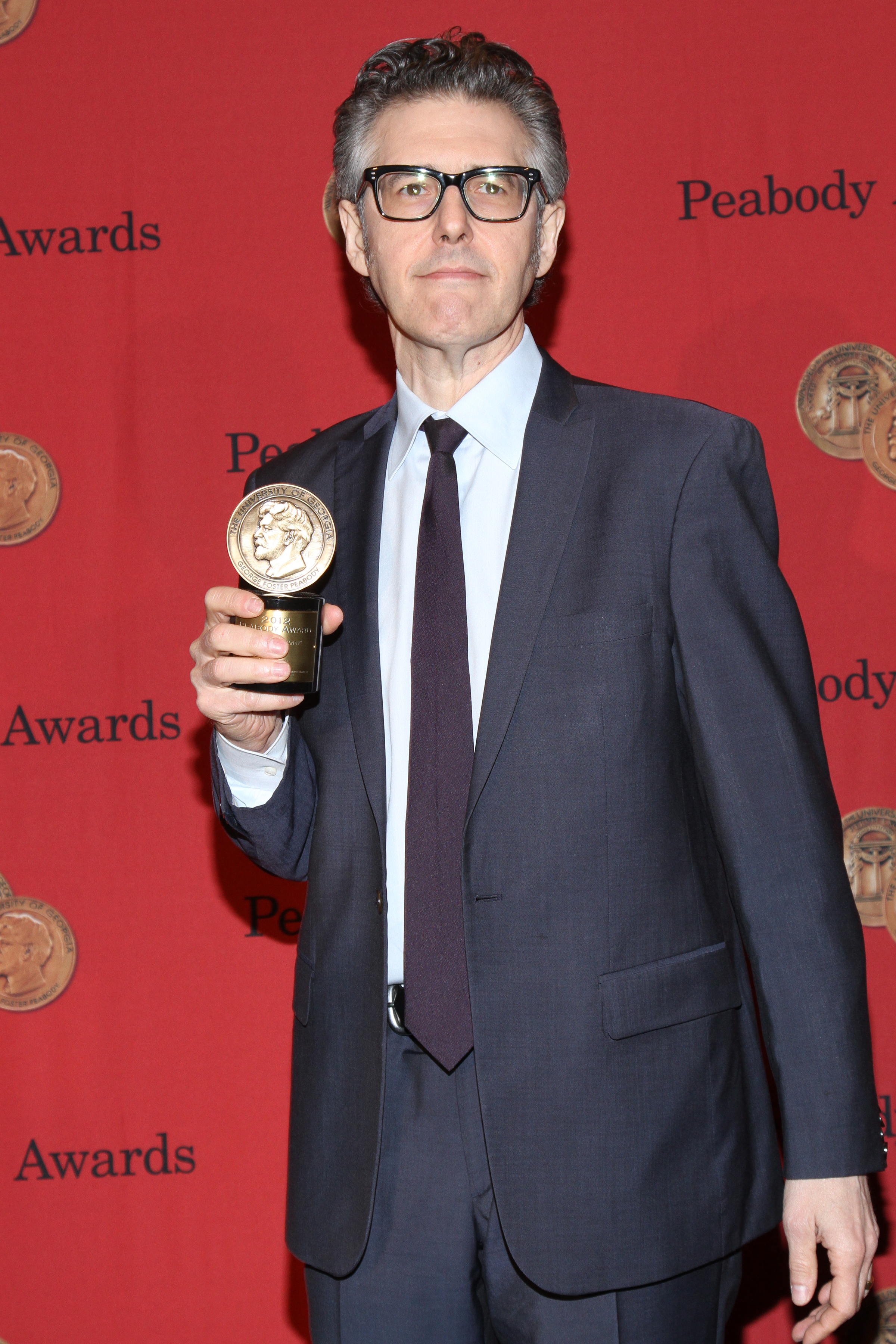
Ira Glass en el 73.º Anual Peabody Premios

Premio Pullitzer
- 2020 Personal de This American Life con Molly O'Toole de Los Angeles Times y Emily Green, colaboradora de Vice News, para "The Out Crowd"

Premio George Foster Peabody
- 2016 WBEZ/Chicago, IL, This American Life, para el documental "La Anatomía de la Duda"
- 2015 WBEZ/Chicago, IL, This American Life, para los documentales que detallan "The Case for School Desegregation Today" en los episodios "Three Miles", "The Problem We All Live With - Part One" y "The Problem We All Live With - Part Two"
- 2014 WBEZ/Chicago, IL, Serial/This American Life/Chicago Public Media, para la serie Serial
- 2013 WBEZ/Chicago, IL, This American Life, por el documental "Harper High School"
- 2012 WBEZ/Chicago, IL, Pro Publica, Fundación MEPI por el documental "Lo que pasó en Dos Erres"
- 2008 WBEZ-FM Chicago y National Public Radio, División de Noticias por The Giant Pool of Money
- 2006 WBEZ-FM Chicago
- 1996 Ira Glass, Peter Clowney, Alix Spiegel, Nancy Updike, y Dolores Wilber, WBEZ-FM Chicago, para This American Life.

Festival de Audio de la Tercera Costa
- 2001 Premio Susan Burton al mejor artista novel por el acto 1, Promoción Tornado del episodio 186, "Prom".
- 2002 Jonathan Goldstein, Alex Blumberg y Ira Glass: Premio de Oro al Mejor Documental por el acto 3, Sí, hay una Criatura del episodio 175, "Babysitting".
- 2003, Susan Burton y Hyder Akbar, Premio de Plata al Mejor Documental por el episodio 230, "Come Back to Afghanistan". .

Premio Livingston
- 2002 Alix Spiegel: Nacional Informando para episodio 204, "81 Palabras".

Fundación Scripps Howard
- 2004 Nancy Updike: Jack R. Howard Premio para episodio 266, " Soy del sector privado y estoy aquí para ayudar".

Premio Edward R. Murrow
- 2005 Nancy Updike: para Documental de noticias para episodio 266, " Soy del sector privado y estoy aquí para ayudar".

Premio Alfred I. duPont@–Universidad de Columbia
- 2007 Alix Spiegel: para "¿Cuál de estos no es como los otros?" para el episodio 322, "Gritando a través de la brecha".

Premio de Festivales de la Nueva York
- 2007 Trey Kay & Lu Olkowski: "Mejor historia de interés humano" para el acto 2, "No soy médico, pero juego a serlo en el Holiday Inn" del episodio 321, "Hundirse o nadar"

Premio George Polk
- 2008 Alex Blumberg y Adam Davidson: "El mejor reportaje de radio" para episodio 355 "La gigante piscina de dinero".
- 2012 Ira Vaso: "El mejor reportaje de radio" para episodio 430 "Un amor muy duro".[40]

## Adaptaciones

### Televisión
Las conversaciones sobre una adaptación televisiva de TAL se remontan al menos a 1999. Pero el equipo creativo de la serie no estaba seguro de cómo sería la serie y, con tanto dinero en juego, rechazó las ofertas. En enero de 2006, Showtime anunció que había dado luz verde a seis episodios de una nueva serie basada en TAL. El anuncio señalaba que cada episodio de media hora «sería presentado por Ira Glass y [...] exploraría un único tema o tópico a través de la yuxtaposición única de la narración en primera persona y la narrativa caprichosa».
Por razones presupuestarias, Glass y cuatro de los productores del programa de radio abandonaron Chicago para trasladarse a Nueva York, donde tiene su sede Showtime. En enero de 2007 se anunció que Glass había terminado la producción de la primera temporada de la serie, cuyo primer episodio se estrenaría el 22 de marzo. Originalmente, la serie tenía un contrato para un total de 30 programas durante los cuatro años, pero, después, de dos temporadas Glass anunció que él y los demás creadores del programa habían "pedido que se les retirara de la televisión", en gran parte por el difícil calendario que requiere la producción de un programa de televisión. Continuó diciendo que el programa está oficialmente "en pausa", pero que le gustaría hacer un especial de televisión en algún momento en el futuro,
El episodio "Anatomía de la duda" basado en los informes de ProPublica y El Proyecto Marshall fue adaptado en la serie de Netflix Unbelievable.

### Película
Las historias de TAL han servido de base para guiones cinematográficos. En 2002, el programa firmó un contrato de seis cifras con Warner Bros. que da al estudio dos años de derechos de "primera vista" de sus cientos de historias pasadas y futuras. Una de las películas que ha surgido del acuerdo es Menores no acompañados, una película del 2006 dirigida por Paul Feig y basado en "In The Event of An Emergency, Put Your Sister in an Upright Position" de "Babysitting". Ira Glass y el veterano productor de TAL. Ira Vaso y longtime TAL productor Julie Snyder era ambos productores ejecutivos en la película. En junio de 2008, Spike Lee compró los derechos cinematográficos de las memorias de Ronald Mallett, cuya historia aparecía en el episodio "Mi brillante plan". Entre las posibles películas de Warner Bros a partir de los episodios de TAL se encuentra "Niagara", que exploraba la ciudad de las cataratas del Niágara, en Nueva York, tras la marcha de quienes pretendían explotar las oportunidades turísticas e hidroeléctricas de la zona; "Wonder Woman" (del episodio "Superpowers"), la historia de una adolescente que dio pasos para convertirse en la superheroína que soñaba ser, hasta bien entrada la edad adulta; y "Act V", sobre el último acto de Hamlet escenificado por reclusos de una prisión de máxima seguridad como parte de los proyectos de teatro para adultos de Prison Performing Arts. Paramount Pictures y Broadway Video están produciendo Curly Oxide and Vic Thrill, una película basada en la historia de TAL en el episodio "My Experimental Phase".
El episodio 168 de This American Life, "The Fix Is In". inspiró al guionista Scott Burns para adaptar el libro de Kurt Eichenwald sobre el ejecutivo de negocios e informante del FBI Mark Whitacre, titulado The Informant, en una gran película. La película fue dirigida por Steven Soderbergh y protagonizada por Matt Damon. Glass ha declarado que el programa de radio no tiene ninguna participación financiera en la película, pero señaló que apreciaba lo bien que esta se ceñía a los hechos originales
El episodio 361 de This American Life, "Fear of Sleep", sección "Stranger in the Night" presentaba un extracto del espectáculo unipersonal de Mike Birbiglia, "Sleepwalk with Me". Esto inspiró a Glass a trabajar con Birbiglia durante dos años en una película basada en este segmento. La versión cinematográfica de Sleepwalk with Me se proyectó en el Festival de Cine de Sundance el 23 de enero de 2012, con críticas favorables, y ganó el "Premio del público de NEXT".
En mayo de 2011, Walt Disney Pictures anunció que adaptaría una película a partir de un episodio de 2009 titulado "The Girlfriend Equation".
La película de 2018 Come Sunday se basó en una historia de 2005 de TAL llamada "Herejes", sobre el controvertido predicador de Tulsa Carlton Pearson.
En 2019, Lulu Wang adaptó su historia autobiográfica "Lo que no sabes" del episodio de 2016 "En defensa de la ignorancia" en La despedida.
La película de 2019 Oda a la alegría fue adaptada de una historia de TAL de Chris Higgins llamada "Me he enamorado y no puedo levantarme".

### Visitas en vivo
This American Life ha llevado el programa de radio de gira tres veces desde el año 2000; el material grabado en cada una de las tres giras se ha editado en un episodio que se emitió en la radio poco después de la gira. Otros episodios incluyen segmentos grabados en directo.
- "Music Lessons", grabado en el Yerba Buena Center for the Arts de San Francisco durante la Conferencia de la Radio Pública de 1998 en San Francisco. Entre los intérpretes se encuentran Sarah Vowell, David Sedaris y Anne Lamott. La música incluye a estudiantes de primaria del Distrito Escolar Unificado de San Francisco, así como "Eyes on the Sparrow" con la voz de Renola Garrison y Anne Jefferson al piano.
- "¿A qué estás mirando?," grabado en diciembre de 1998 en El Ayuntamiento (Ciudad de Nueva York). Los intérpretes incluyen Sarah Vowell y David Rakoff, con la música por Ellos Podrían ser gigantes.
- "Consejo", grabado en 1999 en Seattle y en HBO Festival de Artes de Comedia de EE. UU. en Aspen. Los intérpretes incluyen Sarah Vowell, Dan Savage, y Cheryl Trykv con música de Black Cat Orchestra.
- "Cumpleaños, Aniversarios e Hitos", grabados en diciembre de 2000 en Boston (Berklee Centro de Rendimiento), Nueva York, Chicago (Merle Reskin Teatro), y Los Ángeles. Los intérpretes incluyeron Sarah Vowell, Russell Bancos, David Rakoff, Ian Brown, y VALE Va.
- "Perdido en América", grabado en mayo de 2003 en Boston, Washington D. C., Portland, Denver, y Chicago. Los intérpretes incluyeron Sarah Vowell, Davy Rothbart, y Jonathan Goldstein. Jon Langford del Mekons dirigió "Lost in America House Band" durante el espectáculo.
- "Lo que aprendí de la televisión", grabado en febrero y marzo de 2007 en Nueva York (el 26 de febrero en el Avery Fisher Hall del Lincoln Center); Boston (el 27 de febrero en el Boston Opera House); Minneapolis (el 28 de febrero en el Orpheum Theatre); Chicago (el 1 de marzo en el Chicago Theatre); Seattle (el 7 de marzo en el Paramount Theatre); y Los Ángeles (el 12 de marzo en el Royce Hall de la UCLA). Dirigida por Jane Feltes, los intérpretes de esta gira fueron David Rakoff, Sarah Vowell, John Hodgman, Dan Savage, Jonathan Goldstein y Chris Wilcha. En Nueva York, Boston, Seattle, Chicago y Minneapolis, Mates of State fue la banda de la casa, mientras que en Los Ángeles, OK Go actuó entre actos.

### Cine digital
El 1 de mayo de 2008, This American Life fue el primer programa importante de los medios de comunicación públicos en utilizar el cine digital, distribuyendo un programa de una hora de duración titulado This American Life - Live! en cines seleccionados. PRI concibió originalmente la idea para dar servicio a emisoras de todo el país. This American Life Live! fue presentado exclusivamente en cines selectos por Fathom, de National CineMedia (NCM), en colaboración con BY Experience y Chicago Public Radio, y en asociación con Public Radio International.
¡El 23 de abril de 2009, This American Life emitió un segundo evento teatral, titulado This American Life - Live! Volviendo a la escena del crimen. Entre los colaboradores figuraban Mike Birbiglia, Starlee Kine, Dan Savage, David Rakoff y Joss Whedon.
El 10 de mayo de 2012, This American Life emitió un tercer evento teatral, titulado Invisible Made Visible. Entre los colaboradores se encontraban David Sedaris, David Rakoff, Tig Notaro, Ryan Knighton y Mike Birbiglia, que realizó un cortometraje con Terry Gross.
El 7 de junio de 2014, This American Life grabó un cuarto evento en directo titulado The Radio Drama Episode. Entre los colaboradores estaban Carin Gilfry, Lin-Manuel Miranda, Mike Birbiglia, Joshua Bearman y Sasheer Zamata. El episodio se emitió en la radio y en el podcast el 20 de junio de 2014.

### Podcast
De 1998 a 2005, se podía acceder al programa en línea en dos formatos: una transmisión gratuita en RealAudio disponible en el sitio web oficial del programa, y una descarga cifrada con DRM disponible a través de Audible.com, a 4 dólares por episodio. A principios de 2006, el programa comenzó a ofrecer copias en MP3 de cada episodio, que podían escucharse desde el sitio web del programa mediante un reproductor Flash patentado. Consciente de que cada vez más personas escuchaban a través de auriculares y, por tanto, podían oír los errores con mayor claridad, la producción trató de mejorar la mezcla y la edición.
Desde octubre de 2006, el programa ofrece una transmisión gratuita al público. De esta forma, cada programa se pone a disposición de los canales de podcast y de los programas de agregación el domingo por la noche a las 20.00 horas (hora del este), lo que permite a las emisoras de radio disponer de una ventana de 43 horas de exclusividad para emitir el episodio. Transcurridos siete días, el enlace al MP3 se retira del canal de podcasts. Los programas más antiguos se pueden escuchar en línea a través del sitio web del programa, o comprarse en iTunes Store de Apple por 0,95 dólares cada episodio.
Desde el cambio a los archivos MP3 en 2006, el programa ha confiado en un sistema de gestión de derechos digitales bastante sencillo, basado en la seguridad a través del desconocimiento y las amenazas legales. Aunque los episodios del programa se eliminan del canal RSS del podcast al cabo de una semana, permanecen en el servidor de This American Life, accesibles para cualquiera que lo conozca. En al menos tres ocasiones, los usuarios de Internet han creado sus propias fuentes de podcast no oficiales, con enlaces profundos a los archivos MP3 ubicados en el servidor web de This American Life. En los tres casos, las fuentes de podcast fueron retiradas de Internet una vez que los representantes de la Radio Pública Internacional se pusieron en contacto con los responsables de la creación de las fuentes.
Desde marzo de 2012, un episodio típico de podcast se descargó 750.000 veces.

### Aplicaciones móviles
En febrero de 2010, Public Radio Exchange lanzó una aplicación móvil en el iTunes Store de Apple. Esta aplicación contiene el audio del podcast en formato MP3. En octubre de 2016, This American Life lanzó una aplicación llamada Shortcut para permitir a los oyentes compartir clips de audio cortos en las redes sociales, de forma similar a como los gifs permiten a los usuarios de las redes sociales compartir clips de vídeo.
Stephanie Foo dirigió el proyecto y colaboró con los desarrolladores Courtney Stanton y Darius Kazemi de Feel Train. En la aplicación, los oyentes pueden seleccionar un clip de audio de hasta 30 segundos para publicarlo en las redes sociales, donde el audio se reproduce y muestra una transcripción del clip. La versión inicial de la aplicación funciona con los archivos de This American Life, pero el código del proyecto se publicará como software de código abierto, disponible para que otros proyectos de audio lo adopten.

### Otros medios de comunicación
Algunos de los episodios del programa van acompañados de descargas multimedia disponibles en el sitio web de This American Life. Por ejemplo, para el episodio 223, "Classifieds", se realizó una versión de la canción de Elton John "Rocket Man", que se publicó en formato MP3.
Se han publicado cuatro sets de CD de dos discos que recogen algunos de los actos favoritos de los productores: Lies, Sissies, and Fiascoes: Lo mejor de This American Life se publicó el 4 de mayo de 1999; Crimebusters + Crossed Wires: Stories from This American Life se publicó el 11 de noviembre de 2003; Davy Rothbart: This American Life se publicó en 2004; y Stories of Hope and Fear se publicó el 7 de noviembre de 2006.
Un cómic de 32 páginas, Radio: An Illustrated Guide ( ISBN 0-9679671-0-4), documenta cómo se monta un episodio de TAL. Fue dibujado por la caricaturista Jessica Abel, escrito por Abel y Glass, y publicado por primera vez en 1999.
En la portada de la edición "The Lives They Lived" de The New York Times Magazine, publicada el 25 de diciembre de 2011, se podía leer "These American Lives" tras una sección especial de la revista editada por Glass y otros miembros del equipo del programa.

## Impacto cultural
Marc Fisher, de American Journalism Review, escribió en un artículo sobre el programa en 1999 que "en formas pequeñas pero claras, como inspiración si no como modelo directo, This American Life está a la vanguardia de un cambio en el periodismo estadounidense". En el libro Sound Streams-A Cultural History of Radio-Internet Convergence, el autor Andrew Bottomley califica el programa como "el arquetipo moderno de reportaje estadounidense".
This American Life fue uno de los primeros en adoptar el formato de podcast y se convirtió en un precursor del medio. Steph Harmon, de The Guardian, señaló que al programa "se le suele atribuir el mérito de haber iniciado no solo la revolución de la radio pública, sino el auge de la narrativa como industria y del podcasting como forma".

### Representaciones en los medios de comunicación
Programas de televisión y películas han hecho alusiones al programa. Se hizo referencia a This American Life en un episodio de 2018 de The Big Bang Theory. El personaje Summer de la serie The O.C. preguntó sobre This American Life: "¿Es ese programa de esos hipsters sabelotodo que hablan de lo fascinante que es la gente corriente? Ekhh. Dios". Glass, fan de la telenovela adolescente, reprodujo la frase durante un episodio sobre la gira en directo de TAL en 2007. Después de escuchar la frase, dijo: "Me puse literalmente de pie y dije: ¿acaba de ocurrir eso?"
El programa también ha sido objeto de parodias. El periódico satírico The Onion publicó el 20 de abril de 2007 un artículo titulado "'This American Life' completa documentación de la existencia liberal de clase media alta". En 2011, el guionista de comedia Julian Joslin (con Michael Grinspan) publicó en YouTube una parodia de TAL titulada "This American Laugh",  en la que una ficticia Glass graba un vídeo sexual con Terry Gross, de Fresh Air. La parodia fue vista más de 100.000 veces en una semana. En respuesta, Glass dijo: "Al escuchar su versión de mí, lo que hago en el canal parece un poco tonto. Y la imitación era tan buena... Tuve que decidir: '¿Quiero verme a mí mismo como un poco trillado y tonto? Me pareció mejor dejarlo". Fred Armisen parodió a Ira Glass para un sketch en el programa "Weekend Update" de Saturday Night Live en 2011. El sketch fue retirado del programa con el argumento de que Ira Glass "no era lo suficientemente famoso" para ser parodiado en Saturday Night Live. Glass invitó entonces a Armisen a hacerse pasar por él como copresentador invitado en un episodio de TAL en enero de 2013. En 2013, Stanley Chase III, Mickey Dwyer, Ken Fletcher y Matt Gifford lanzaron en iTunes el podcast de parodia That American Life, cuyo anfitrión es "Ira Class". En dos episodios de la primera temporada de Orange Is the New Black, Robert Stanton interpreta a la personalidad radiofónica Maury Kind, un presentador de NPR de un programa llamado Urban Tales. El programa dentro del programa es una representación ficticia de TAL.
Glass ha hecho apariciones como él mismo en obras de ficción. En la película de 2014 Veronica Mars, el personaje Stosh "Piz" Piznarski trabaja en This American Life, y Glass y muchos empleados de TAL aparecen en papeles de relleno. Glass también tuvo un cameo en el estreno de la 22ª temporada de Los Simpson, titulado "Elementary School Musical". Lisa pone This American Life en su iPod y Glass presenta el tema del programa del día, "Today in Five Acts: Condiments". En el episodio de American Dad! titulado "Honey, I'm Homeland", Glass se interpreta a sí mismo en un papel de sólo voz. Los miembros de un grupo "Occupy" secuestran a Stan después de que éste intente infiltrarse en su grupo. Mientras está en cautividad, intentan lavarle el cerebro poniendo un episodio de This American Life en el que Glass habla de un perro y su dueño, que también resulta ser un perro. Stan se opone a las pausas de Glass entre líneas, cuestionando por qué son necesarias si ya las tiene escritas delante de él. Cuando a Stan le han lavado el cerebro por completo y es liberado, sigue escuchando a Glass mientras éste pregona las ventajas de pagar por la radio. En un episodio de la sexta temporada de 30 Rock llamado "St. Patrick's Day", la voz de Glass aparece en la radio, aparentemente presentando TAL, con su estudio habiendo sido invadido por matones borrachos. En el episodio de 2014 de Bojack Horseman, llamado "Live Fast, Diane Nguyen", Glass pone la voz de Diane durante una reunión con Bojack y su editor, agradeciéndole que sea un miembro sustentador de la radio pública. Gran parte del personal de TAL hizo un cameo en el estreno de la cuarta temporada de la serie de HBO High Maintenance, en un episodio que contaba la historia de un nuevo reportero ficticio en el programa de radio.

### Obras citadas
- Bottomley, Andrew J. (2020). Sound Streams: A Cultural History of Radio-internet Convergence (en inglés). University of Michigan Press. ISBN 978-0-472-05449-7. Consultado el 7 de julio de 2020.
- Coburn, Marcia Froelke (2007). «His American Life: A Look at Ira Glass». Chicago Magazine. Consultado el 8 de abril de 2019.